# Șîroka Dolîna, Șîroke
Șîroka Dolîna (în ucraineană Широка Долина) este un sat în comuna Cervone din raionul Șîroke, regiunea Dnipropetrovsk, Ucraina.

## Demografie
Componența lingvistică a localității Șîroka Dolîna
     Ucraineană (81,71%)
     Rusă (18,29%)
Conform recensământului din 2001, majoritatea populației localității Șîroka Dolîna era vorbitoare de ucraineană (81,71%), existând în minoritate și vorbitori de rusă (18,29%).